# Jules Noël
Jules Noël (Nancy, 4 gennaio 1810 – Algeri, 26 marzo 1881) è stato un pittore francese.

## Biografia
Jules Noël (o Jules Achille Noël), il cui vero nome era Jules Assez Noël, fu un pittore di paesaggi e, in particolare, di marine. Lavorò prevalentemente in Bretagna e in Normandia.

Suo padre era originario della Lorena e sua madre era una bretone di Plougasnou. Jules trascorse l'infanzia a Quimper, dove il padre, insegnante, gli diede le prime lezioni di disegno, ma la sua formazione artistica si completò poi presso l'Accademia di Charioux, a Brest.

Insegnò disegno a Saint-Pol-de-Léon e in seguito a Lorient. Si trasferì quindi a Nantes, dove risiedette dal 1839 al 1843;  infine, grazie all'interessamento del duca di Nemours, ottenne un posto di professore di disegno al Liceo Henri IV di Parigi, dove insegnò sino al giorno della pensione.

Durante le vacanze scolastiche viaggiò in Bretagna e in Normandia per dipingere paesaggi e marine. Lavorò dunque nella regione di sua madre, fra Auray e Hennebont, ma frequentò anche le città portuali di Douarnenez, Brest, Quimper, Morlaix e Landerneau.

Nel 1880, ormai malato, raggiunse la sua figlia maggiore Maria Dina a Mustafà, un borgo presso Algeri, dove morì l'anno seguente a 71 anni.

## Caratteri dell'opera
Lo "stile" di Noël potrebbe essere paragonato a quello di Eugène Isabey. I temi di "naufragio", di "tempesta", di "coste selvagge" rivelano peraltro un'esplicita ispirazione romantica. Nelle sue tele, ricche sempre di dettagli minuziosi, egli affrontò gli effetti di luce con una sensibilità assai prossima a quella di Eugène Boudin e di Johan Barthold Jongkind.

Noël raggiunse il successo e la popolarità già quando era in vita, e nel 1846 Charles Baudelaire lo celebrò per la chiarezza delle sue linee e per il suo vivo cromatismo.

Suoi allievi furono i francesi Albert Maignan e Tancrède Abraham, e il franco-peruviano Albert Lynch.

Nel 2005 i musei di Quimper e di Dieppe allestirono in collaborazione la prima mostra monografica dedicata a Jules Noël.

## Opere

### Opere in Musei pubblici
Elenco parziale.
- Il Bretagna, National Maritime Museum, Londra - 1810-1881
- Il duca e la duchessa dei Nemours s'imbarcano in scialuppa nella rada di Brest, il 30 agosto 1843, Castello di Versailles - 1843
- Marina, Palazzo di Belle arti di Jacobins, Morlaix - verso il 1868
- Navigli nel porto di Landerneau, Collezione municipale museografica, Landerneau - 1868-1869

## Galleria d'immagini

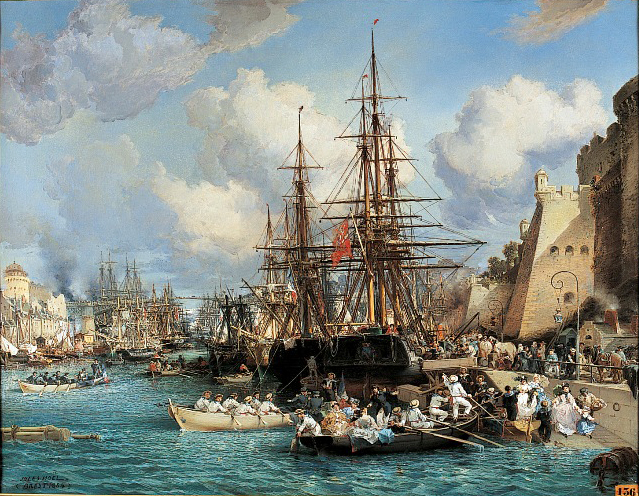
Il porto di Brest
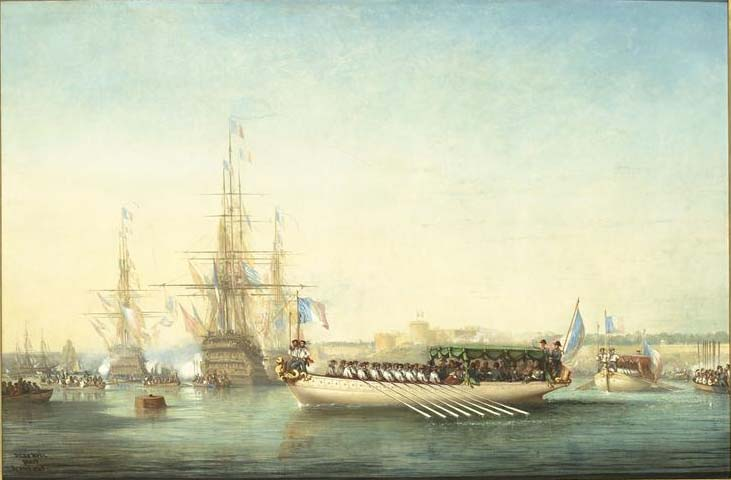
I duchi di Nemours si imbarcano a Brest
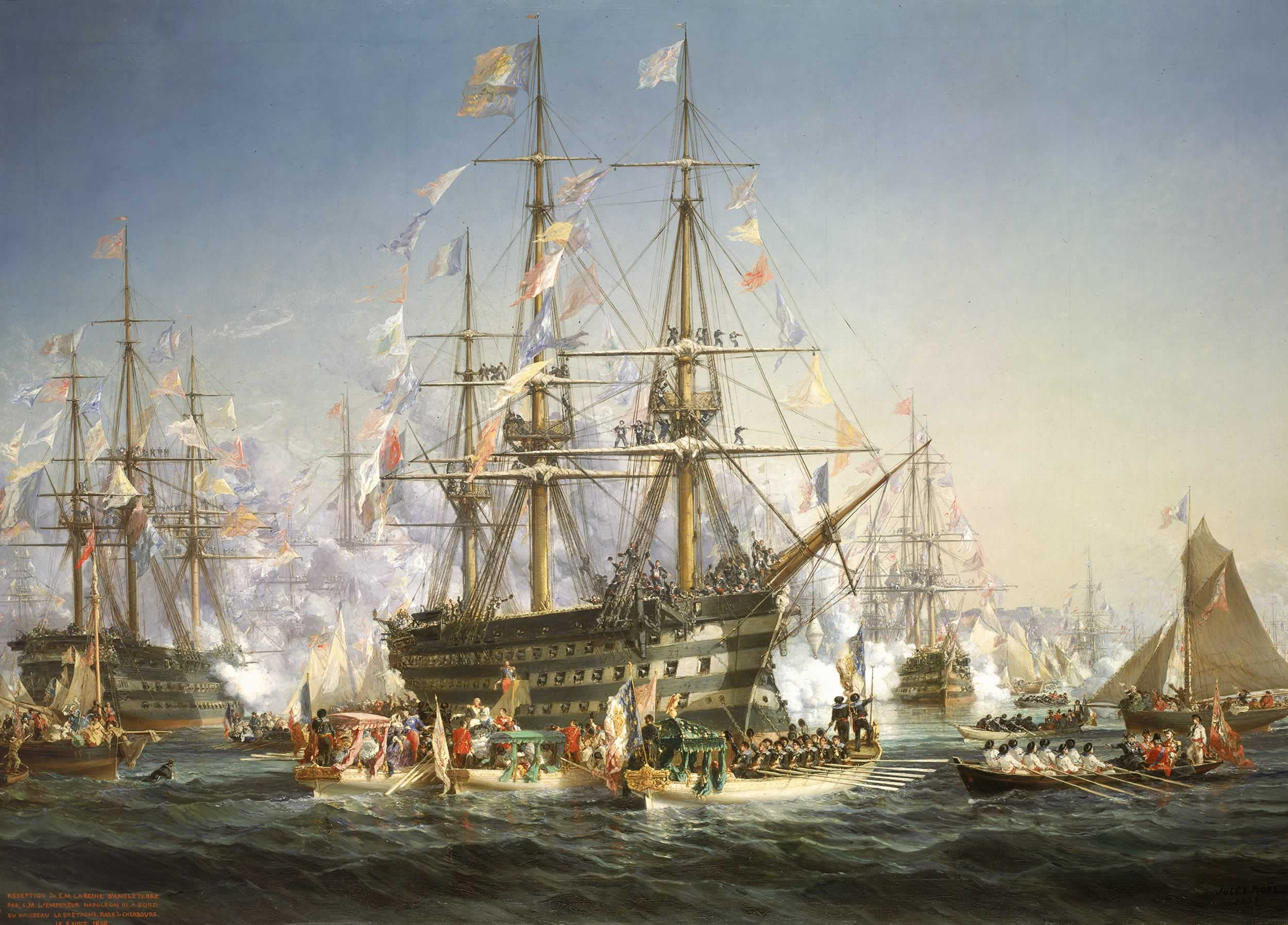
Il "Bretagna"
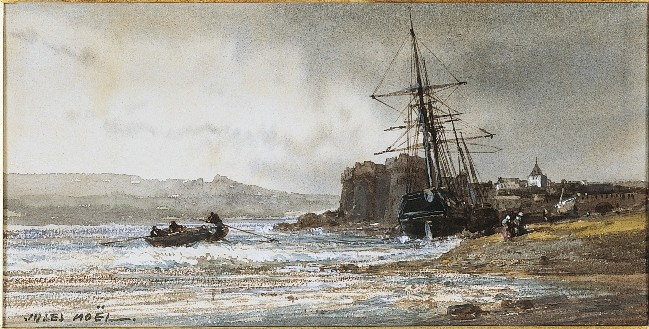
Marina
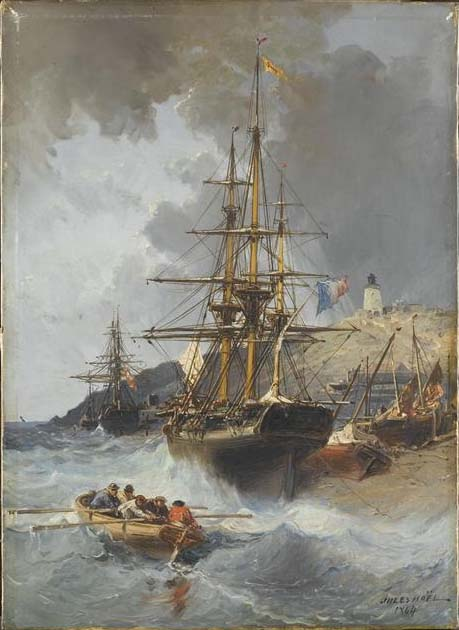
Marina del 1864
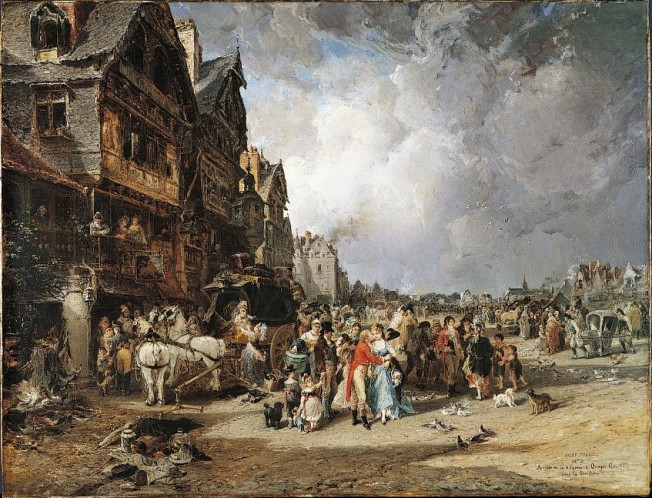
L'arrivo della diligenza a Quimper
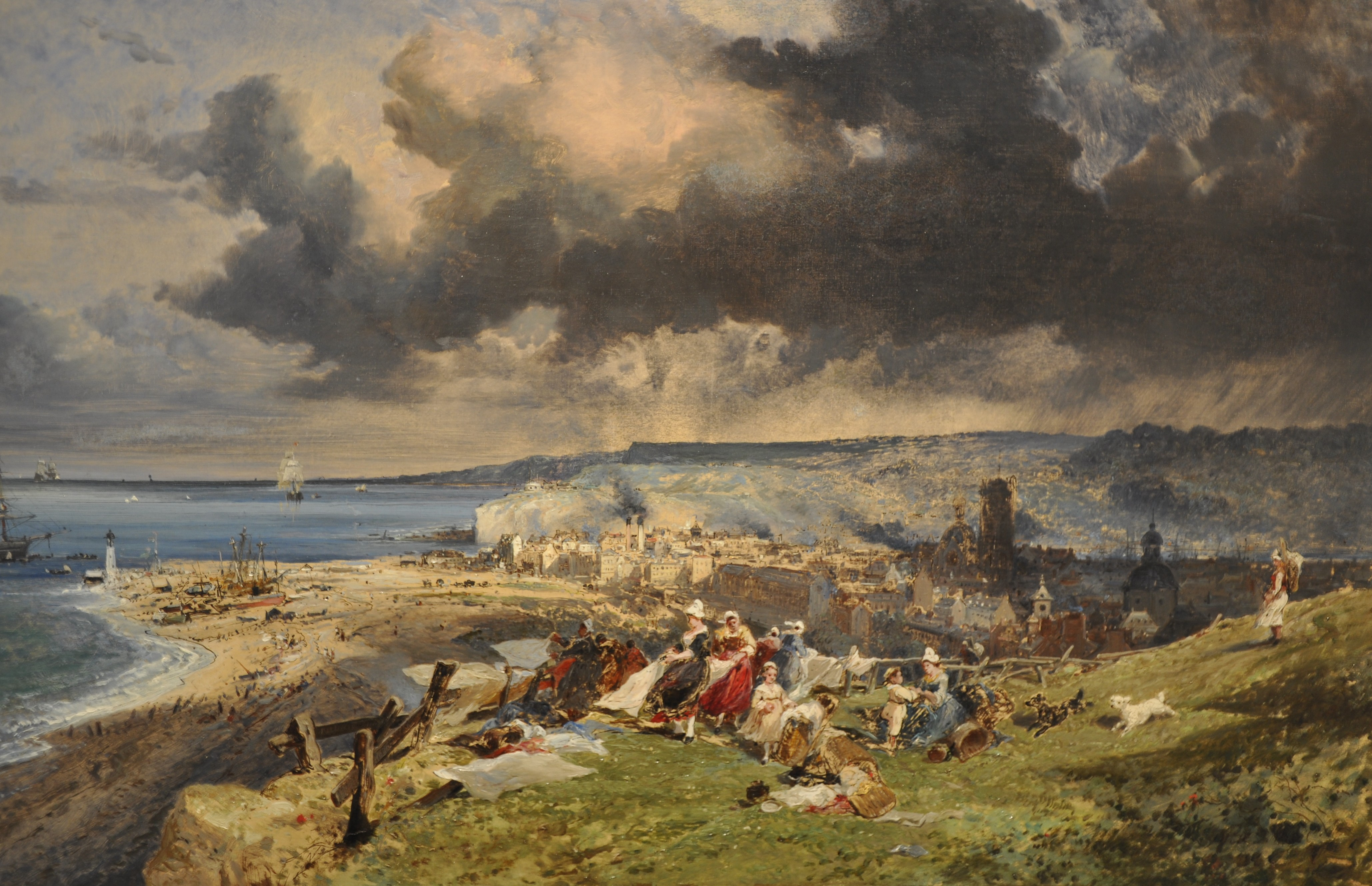
Vista di Dieppe